# Beni Mukendi
Benedito Mambuene Mukendi znany jako Beni Mukendi (ur. 21 maja 2002 w Luandzie) – angolski piłkarz grający na pozycji środkowego pomocnika. Od 2023 jest zawodnikiem klubu Casa Pia AC.

## Kariera klubowa
Swoją karierę piłkarską Mukendi rozpoczął w klubie Petro Atlético. W sezonie 2019/2020 zadebiutował w jego barwach w pierwszej lidze angolskiej. W debiutanckim sezonie wywalczył z nim tytuł mistrza Angoli.
Latem 2020 Mukendi przeszedł do portugalskiego klubu CD Trofense. Swój debiut w nim zaliczył 21 lutego 2021 w wygranym 2:0 domowym meczu z CS Marítimo B. W sezonie 2020/2021 wywalczył z Trofense awans z trzeciej do drugiej ligi portugalskiej.
W styczniu 2023 Mukendi został zawodnikiem pierwszoligowego klubu Casa Pia AC. Zadebiutował w nim 2 lutego 2023 w przegranym 0:3 wyjazdowym spotkaniu z Benfiką.
| Sezon   | Klub           | Kraj       | Rozgrywki       | Mecze | Bramki |
| ------- | -------------- | ---------- | --------------- | ----- | ------ |
| 2019/20 | Petro Atlético | Angola     | Girabola        | ?     | ?      |
| 2020/21 | CD Trofense    | Portugalia | Liga 3          | 17    | 0      |
| 2021/22 | CD Trofense    | Portugalia | Liga Portugal 2 | 18    | 0      |
| 2022/23 | CD Trofense    | Portugalia | Liga Portugal 2 | 13    | 0      |
| 2022/23 | Casa Pia AC    | Portugalia | Primeira Liga   | 14    | 0      |

## Kariera reprezentacyjna
W reprezentacji Angoli Mukendi zadebiutował 27 marca 2023 roku w zremisowanym 1:1 meczu kwalifikacji do Pucharu Narodów Afryki 2023 z Ghaną, rozegranym w Luandzie. W 2024 roku został powołany do kadry na Puchar Narodów Afryki 2023. W tym turnieju nie rozegrał żadnego meczu.